# Bandiere con la mezzaluna islamica
Bandiere con la mezzaluna  sono adottate da paesi a tradizione musulmana.
La mezzaluna e stella ha però origini molto più antiche dell'Islam, ed è assurta a simbolo dell'Islam solo tramite l'Impero ottomano. I turchi la adottarono per la prima volta nel 1793, sul caratteristico fondo rosso di origine medievale, e la confermarono poi all'istituzione della repubblica con Atatürk nel 1923.
Con la conquista dell'indipendenza da parte di nuovi paesi, il simbolo della mezzaluna si diffuse ad altre bandiere. Alcune di esse possono considerarsi direttamente tributarie del vessillo turco: così le bandiere dell'Azerbaigian, della Tunisia, dei popoli turchi, la bandiera di Cipro Nord e le bandiere storiche dell'Egitto.
In varie bandiere è presente il colore verde, considerato tradizionale dell'Islam. Molti paesi di etnia turca hanno invece adottato bandiere con un colore un blu cielo, in riferimento alle antiche credenze tengriste. È frequente anche l'inserimento di tamga (insegne) dello stato.

## Bandiere delle nazioni di etnia turca

Bandiera dell'Impero ottomano e Bandiera della Turchia
Bandiera dell'Azerbaigian
Bandiera del Turkmenistan
Bandiera dell'Uzbekistan
Bandiera della Repubblica Turca di Cipro del Nord

## Bandiere delle provincie dell'Impero ottomano

Bandiera dell'Egitto (1882-1922)
Bandiera della Tripolitania (1864-1911)

## Bandiere delle nazioni nate dall'Impero ottomano

Bandiera del Regno d'Egitto (1922-1952)
Bandiera dell'Emirato di Cirenaica (1949-1951)
Bandiera della Libia
Bandiera dell'Algeria
Bandiera della Tunisia

## Bandiere di altre nazioni islamiche

### Bandiere di Stati che non esistono più

Bandiera della Bosnia indipendente (1878)
Bandiera della Repubblica socialista sovietica dell'Azerbaigian (1920-1921)
Bandiera del Darfur (1898-1916)
Bandiera della prima Repubblica del Turkestan orientale

### Bandiere di Stati odierni

Bandiera delle Comore
Bandiera della Malesia
Bandiera delle Maldive
Bandiera della Mauritania
Bandiera del Pakistan
Bandiera del Brunei
Bandiera di Singapore

### Bandiere di entità autonome

Bandiera della Repubblica Democratica Araba dei Sahrawi
Bandiera dell'Azad Jammu-e Kashmir (repubblica autonoma del Kashnmir, all'interno del Pakistan)
Bandiera della Repubblica Autonoma del Karakalpakstan

## Bandiere di movimenti nazionali

Bandiera del Turkmeneli - Iraq
Bandiera del Turkestan Orientale (1933-1934) e del Movimento per l'indipendenza del Turkestan Orientale
Bandiera della Comunità Musulmana di Bosnia ed Erzegovina
Bandiera della Lega musulmana dell'Unione indiana